# (24888) 1996 XS23
1996 أكس أس 23 (ويعرف أيضًا باسم (24888) 1996 أكس أس 23 وفق تسمية الكوكب الصغير) (بالإنجليزية: 1996 XS23)‏ هو كويكب ضمن حزام الكويكبات؛ وترتيبه 24888 من حيث الاكتشاف.
اكتُشف هذا الجُرم الفلكي بواسطة Carl W. Hergenrother ‏ في 8 ديسمبر 1996.

## وصلات خارجية
- (24888) 1996 XS23 في قاعدة بيانات مختبر الدفع النفاث لأجرام النظام الشمسي الصغيرة

- الاكتشاف · مخطط المدار ·  العناصر المدارية · المعلمات المادية

- (24888) 1996 XS23 على موقع ويكي سكاي: DSS2, SDSS, GALEX, IRAS, Hydrogen α, X-Ray, Astrophoto, Sky Map, Articles and images